# تپه شاوه ۱
تپه شاوه ۱ مربوط به دوره ساسانیان است و در شهرستان کبودرآهنگ، بخش مرکزی، دهستان سبزدشت، ۵۰۰ متری غرب روستای شاوه واقع شده و این اثر در تاریخ ۳۰ بهمن ۱۳۸۶ با شمارهٔ ثبت ۲۱۱۸۷ به‌عنوان یکی از آثار ملی ایران به ثبت رسیده است.

### موقعیت جغرافیایی
تپه شاوه ۱ در منطقه‌ای باستانی و تاریخی واقع شده است که دارای اهمیت فرهنگی و تاریخی قابل توجهی می‌باشد. این منطقه در نزدیکی سایر تپه‌های باستانی مانند تپه شاوه ۱۱ قرار دارد که نشان‌دهندهٔ تمرکز محوطه‌های باستانی در این ناحیه است.